# Olizy-sur-Chiers
Olizy-sur-Chiers é uma comuna francesa na região administrativa de Grande Leste, no departamento de Meuse. Estende-se por uma área de 9,22 km². Em 2010 a comuna tinha 201 habitantes (densidade: 21,8 hab./km²).